# Черемисский Михаило-Архангельский монастырь
Козьмодемьянский Михаило-Архангельский Черемисский монастырь (горномар. Ӓвӓсирӹштӹш Кырык Мары Шур монастир) — восстанавливаемый мужской монастырь Йошкар-Олинской епархии Русской православной церкви, расположенный на высоком берегу Суры у впадения её в Волгу близ деревни Новая Слобода Горномарийского района Республики Марий-Эл. До революции монастырь находился на территории Ценибековской казённой лесной дачи, относившейся к Больше-Юнгинской волости Козмодемьянского уезда Казанской губернии; близ границы с Нижегородской губернией.
Михайло-Архангельский монастырь вырос из маленькой самодеятельной общины горных марийцев, ведших монашеский образ жизни. В последней четверти XIX века — начале XX века Михаило-Архангельский монастырь, находившийся вдали от крупных городов, являлся центром христианского просвещения и православной культуры среди местных марийцев и чувашей. Иерей Сергий Князев называет Михаило-Архангельский монастырь одним из крупнейших центров христианского просвещения в Казанской епархии наряду с Раифским и Зилантовым монастырями.
В Советские годы был закрыт и разрушен. В 2005 году было принято решение создать приход в честь Архистратига Божия Михаила.

## История

### Основание и первые десятилетия существования
Основателями монашеского братства монастыря стали местные крестьяне-марийцы (до революции марийцев официально именовали черемисами), уединившихся в вековых лесах на реке Суре. По данным священника Порфирия Руфимского, автора изданного в 1897 году в Казани очерка о Михаило-Архангельском монастыре, первым отшельником стал в начале 1850-х годов крестьянин Андрей Никитин из села Пайгусово Козьмодемьянского уезда. Вскоре к нему присоединился крестьянин Михаил Герасимов из деревни Цыганово. Чтение церковных книг, как писал священник Порфирий Руфимский, настолько увлекло Михаила Герасимова, что на последние 40 рублей он купил Четьи-Минеи и удалился в скит. Первое время подвижники не находили понимания у гражданских и церковных властей. Появились даже обвинения в хлыстовстве, а Михаил Герасимов почти год провёл в тюрьме за использование казённого леса для построек. Невзгоды и лишения не остановили подвижников. Постепенно число отшельников возросло до десяти. Слава о них стала распространяться по всему горномарийскому краю.

Соединённые одной общей целью — спасения души, они начали вести жизнь строго подвижническую; воздержание их простиралось до того, что они не употребляли не только рыбы и вина, но даже и постного масла, питаясь лишь зеленью и овощами. Занимаясь пчеловодством и огородничеством и вообще телесными трудами, все остальное время подвижники посвящали на молитву и чтение духовных книг, а особенно житий святых, которые ещё более возбуждали их к подвижнической жизни. В воскресенье и праздничные дни они неукоснительно посещали храм Божий, отправляясь для этого или в г. Василь, или же в соседнее село Пайгусово; а в обычные, будничные дни, местом молитвенных собраний служила для них одна из пещер, вырытых по склону горы.— Свящ. Порфирий Руфимский.

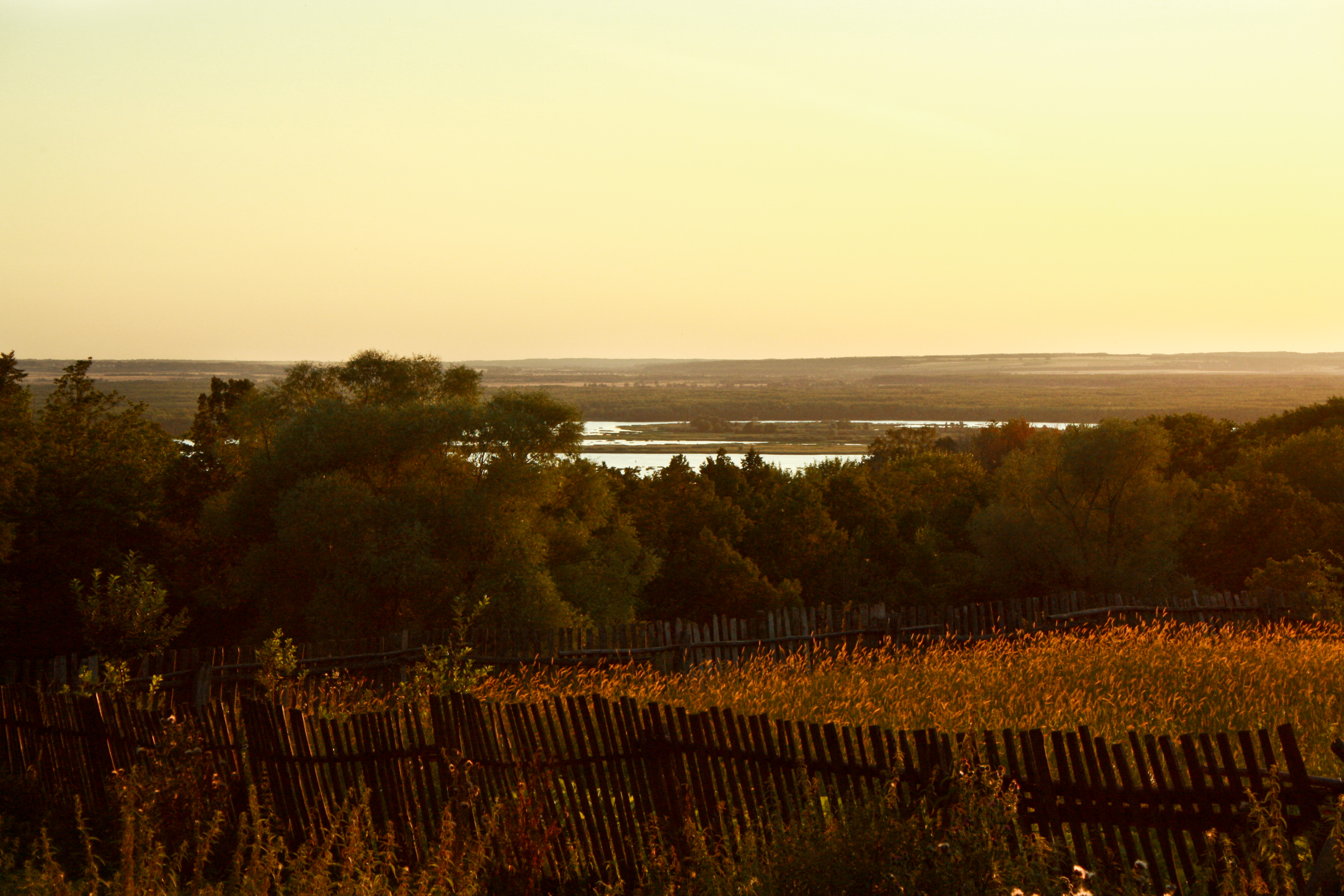
Вид на Суру близ Новой Слободы

С 1861 года горномарийские иноки стали ходатайствовать об открытии монастыря и выделении для него казённой земли. Крестьянин Иван Захаров, сменивший Михаила Герасимова, даже подавал просьбу об организации монастыря самому императору Александру II. Положение изменилось лишь после того, как в 1866 году на Казанскую кафедру был назначен архиепископ Антоний (Амфитеатров). Он быстро решил все бюрократические проблемы. Была выделена земля в дремучем дубовом лесу, на правом гористом берегу реки Сура, недалеко от её устья при впадении в Волгу на исторической земле Акпарсовой сотни. Таким образом, почти через двадцать лет после появления в лесах на Суре первых отшельников, монастырь получил официальный статус.
10 сентября 1868 года архиепископ Казанский и Свияжский Антоний (Амфитеатров) первый водрузил крест на месте, избранном под сооружение обители. 8 апреля 1869 года он утвердил проект первой монастырской церкви — деревянного храма во имя Архистратига Михаила. Строительство завершилось 1 сентября 1870 года. 5 сентября 1871 года архиепископ Антоний освятил храм в сослужении духовенства в присутствии множества молящихся.
10 июня 1873 года архиепископ Антоний (Амфитеатров) утвердил иеромонаха Паисия (Эрина), постриженника Саровской пустыни, в звании настоятеля монастыря. Иеромонах Паисий возглавлял монастырь в течение десяти лет до своей кончины. Он неоднократно ездил в Санкт-Петербург, Москву, Киев, Пятигорск, расположил к монастырю многих высокопоставленных лиц, ежегодно посещал Нижегородскую ярмарку, отыскивая здесь благотворителей; и если до его назначения строительные работы в монастыре велись на средства местных крестьян, то теперь начались благотворительные взносы.
Идеалом монастырского благоустройства для игумена Паисия была Саровская пустынь. С первых же дней настоятельства игумен Паисий устроил при монастыре особый дом для приезжих, где ввёл некоторые саровские обычаи: отдельные номера для паломников, постоянную возможность получить чай и хлеб. Верующие стали во множестве посещать обитель, принося с собой посильные пожертвования. Монастырю был передан участок земли размером девяносто десятин, рыбные угодья, помимо денег поступали продукты, одежда и обувь.
1 ноября 1874 года открылась школа для мальчиков при монастыре, которая стала центром распространения грамотности, опорой православия среди местного населения. В 1875 году она состояла в ведении Министерства народного просвещения. В ней только с 1874 по 1895 год обучалось в общей сложности более 700 мальчиков из окрестных марийских селений.
В 1881—1883 годах был построен настоятельский корпус, а котором была сооружена домовая церковь с дубовым иконостасом, освящённая во имя преподобного Сергия, игумена Радонежского. В 1883 году на средства монастыря было выстроено новое двухэтажное здание, в верхнем этаже которого разместились школа и квартира для учителя, а в нижнем проживали учащиеся.
Тем не менее, как писал схиархимандрит Иоанн (Маслов), монастырь до назначения его настоятелем Амвросия (Булгакова) в 1883 году не был устроен ни внутренне, ни внешне. Игумену Паисию приходилось сталкиваться с пренебрежительным отношением к себе со стороны подчинённых, особенно среди тех насельников-марийцев, которые считали себя основателями монастыря и стремились придать монастырю национальную специфику. Схиархимандрит Иоанн (Маслов) писал, что большим искушением для братии являлась вражда между насельниками: братья-черемисы с каким-то тайным недоброжелательством относились к инокам-нечеремисам.

### Расцвет

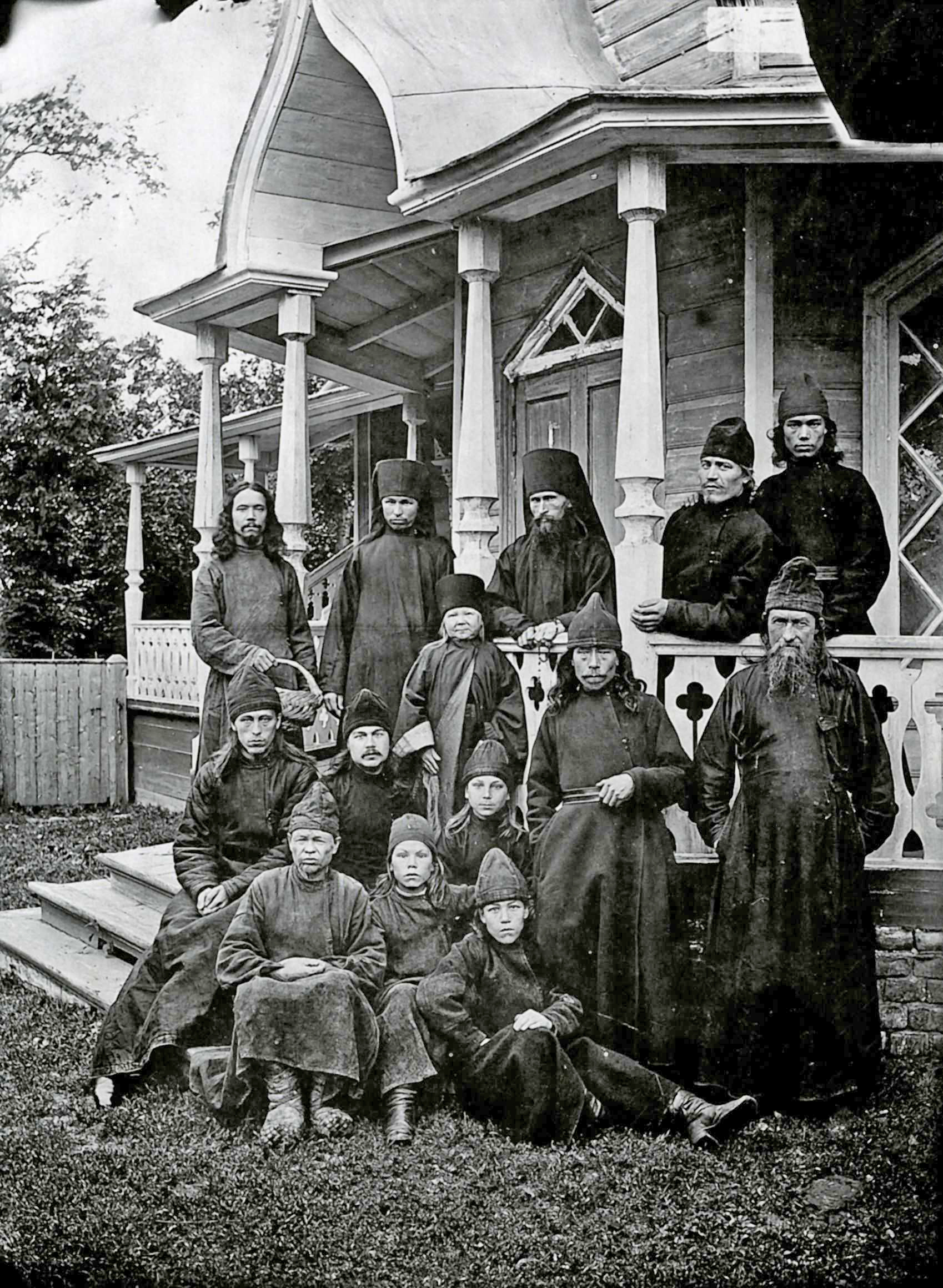
М. П. Дмитриев. Насельники монастыря. 1894 год.

В качестве образца для преобразования монастыря игумен Амвросий взял Глинскую пустынь, в которой он ранее подвязался и в которой идеал монастырского благоустройства. Прежде всего настоятель ввёл в монастыре строгий общежительный устав. Богослужение при нём всегда было продолжительнвм, чтение — неспешным, пение — благоговейным.
Новому игумену, благодаря его разумной распорядительности и твёрдости характера, удалось сгладить рознь между иноками. Инок монастыря, писал схиархимандрит Иоанн (Маслов), черемис, чуваш или русский по происхождению, «вступая в обитель, как бы забывал своё прошлое и все помыслы устремлял только к тому, чтобы найти путь к духовному возрождению». При игумене Амвросие принятые в монастырь кандидаты в монашество подобно Глинской пустыни годами могли жить как «временные послушники», и лишь когда игумен полностью уверялся в их достоинстве, временных послушников переводили в число постоянных. За время его настоятельства число братии возросло более, чем вдвое, что побудило игумена Амвросия заняться монастырским хозяйством: в обители стали процветать садоводство, огородничество, цветоводство, пчеловодство и мятосеяние.
Вместе с тем в монастыре активно велось строительство главного храма — Благовещенского собора, начатого ещё в 1882 году. В августе 1891 года состоялось освящение храма при стечении восьми тысяч богомольцев.
В обители в этот период были построены: два гостиных корпуса для паломников, просфорня, корпус для столярной, швейной и сапожной мастерских, двухэтажный братский корпус. В монастыре находили приют неимущие, устремлявшиеся сюда во множестве. Большая помощь оказывалась вдовам и сиротам.
Во время голода 1891—1892 годы, охватившего Черноземье и Среднее Поволжье, когда «каждый кусок насущного хлеба ценился на вес серебра» монастырь организовал раздачу хлеба устремившимся сюда тысячным толпам голодных полунагих инородцев.
В 1892 году монастырь приобрёл 403 десятины земли в соседней Нижегородской губернии. В 1894 году в купленном двухэтажном доме с усадебной землёй в Василь-Сурожске было создано монастырское подворье.
В 1894 году в 12 верстах от Михайло-Архангельского монастыря был открыт женский марийский монастырь — Вершино-Сумская Введенская обитель, куда в 1895 году по распоряжению Казанской духовной консистории была перевезена в разобранном виде деревянная Михайло-Архангельская церковь. 3 июня того же года с благословения архиепископа Казанского и Свияжского Владимира (Петрова) на месте прежней церкви началось строительство каменного храма во имя Архангела Михаила.
В 1896 году архимандрит Амвросий устроил при монастыре приют для малолетних сирот на шестьдесят человек по образу Глинского дома трудолюбия, а также открыл педагогические курсы для подготовки учителей чувашских и марийских школ.

Черемисская обитель является теперь для инородцев таким же светозарным маяком на пути к совершенству, каким являются для исконных русских богомольцев древние обители святой Руси. Трудно найти теперь в инородческих уездах Казанской губернии, сплошь населенной черемисами и чувашами, хотя одну, отдаленную от монастыря, захолустную деревеньку, жители которой не бывали бы в Черемисском монастыре. Несмотря ни на дальность расстояния, ни на ненастную погоду, целые десятки чуваш и черемис, лишь только улучат свободное время среди многотрудной крестьянской неволи, спешат в уединенную лесную обитель. Днями и даже целыми неделями живут они под кровом гостеприимного монастыря, с детской простотой воспринимают в себя обычаи иноков-земляков, ежедневно посещают богослужения, каются в своих прегрешениях, и, соединившись со Христом в Таинстве Евхаристии, с миром в душе и с отрадой на сердце возвращаются в свои веси— Черемисский Михаило-Архангельский мужской общежительный монастырь. Казань, 1897. С. 150—151.
10 февраля 1898 года Святейшим Синодом настоятелем монастыря назначен игумен Димитрий (Сокольников), однако 12 мая 1899 года он перемещён на должность настоятеля в Раифскую Богородецкую монастырскую пустынь.
В 1904 году была построена каменная Михаило-Архангельская церковь, сооружённая на месте одноимённой деревянной церкви.
К началу XX века монастырь ограждала каменная стена с башнями и святыми вратами. В его границах на тот момент имелись двухэтажный каменный корпус, в котором располагалась трапезная и кельи, одно- и двухэтажные деревянные сооружения с кельями для братии. Также на территории монастыря располагались мастерские, гостиница, училище, и хозяйственные постройки. В монастыря имелась собственная библиотека. В иконной «лавочке» продавалась православная литература, календари, портреты коронованных особ, репродукции картин духовного содержания. Монахи-черемисы занимались составлением черемисского словаря. В многочисленных мастерских развивались различные виды ремёсел. В монастыре занимались селекционной работой. Паломникам раздавали саженцы.
При этом монастырь являлся нештатным, то есть не получал государственное содержание.
«Иллюстрированный практический путеводитель по Волге», изданный в 1902 году, рекомендовал совершающим путешествие по Волге, посетить эти места: «Из Васильсурска можно рекомендовать прекрасную прогулку сухим путём к границе Казанской губ., где, среди весьма живописной природы, находится Михайло-Архангельский черемисский мужской монастырь. Дорога — 4 версты проходит по очаровательной местности лесом и подходит к берегу Суры, где расположен монастырь. Прогулку эту можно совершить на лошадях, а при желании и пешком».
Рядом с монастырём после 1907 года появилось несколько дворов марийских крестьян, переселившихся сюда из-за нехватки земель из деревни Акчерино, деревни Крайние Шеигмары и некоторых селений Виловатовражской волости.

### Закрытие и разорение
После революции для монастыря наступили тяжёлые времена. Уже в 1918 году были захвачена монастырская собственность в Васильсурском уезде. Точная дата начала захватов и погромов неизвестна; из рапорта и. о. настоятеля монастыря иеромонаха Нифонта (Андреева) от 9 июня 1918 года следует, что к тому моменту этот процесс уже завершился: «Весь засурский хутор с пахотной землей, сенокосными лугами большевики села Огнёва-Майдана и села Семьян у вверенного мне монастыря отбили, запахали и засеяли». То же самое проделали с землёй на хуторе близ слободы Хмелёвка васильсурские мещане, которые также «забрали в свои руки» два монастырских сада с урожаем яблок. В самом Василе (Васильсурске) «монастырский дом заняли комис[с]ары, постояльцев выгнали». Были отобраны и «рыбные ловли на реке Волге на расстоянии 19 вёрст 100 саж[еней]», чем был нарушен контракт об их сдаче в аренду. При этом Нифонт отмечал, что монахов большевики «к сенокосным лугам касаться не допускают».
12 июня 1918 года иеромонах Нифонт направил ещё один рапорт, к которому прилагалась «Опись о погромах имущества Михаило-Архангельского черемисского мужского монастыря, находящегося за рекой Сурой, на засурских сенных покосах: пожженного огнем, поломано[го] и увезен[н]о[го], словом, разгромлено[го] до невозможного положения крестьянами села Огнева-Майдана и села Семьян, заключающемся в нижеследующих постройках». Из рапорта следовало, что были разломаны и увезены: ночное стойло для рогатого скота и находившаяся при нём изба для пастухов вместе с располагавшимися под одной крышей сенями, сарай для овец. Сожжены до основания: изба для пчеловода, для столярной работы (и сени к избе), сарай, разломан шалаш для приготовления пищи рабочим. В главном доме хутора («на приезд архимандрита и других») разворотили, что только смогли: «печи разломаны, косяки выбиты, рамы взяты, двери тоже». Были также разломаны амбары, омшаники (зимовники) для пчёл, пятистенная баня, конюшни, задняя изба (служившая кухней), несколько сараев, дровяники, мякинница, погреба, кухни. Практически везде вывернуты косяки, окна, двери, полы, потолки, разломаны печи, сняты ворота, изгородь, которые грабители увозили с собой. В молотильном сарае «изломана до невозможности машина», поломанные и сколоченные фрагменты которой валялись вокруг. Весь ущерб оценивался в 33950 рублей в ценах 1917 года.
19 июня того же года в своём рапорте иеромонах Нифонт подтвердил, что в городе Васильсурске и около него монастырь лишился всего своего имущества: «в г. Василь-Сурске имеется монастырский деревянный дом с мезонином, который сдавался под квартиру, в настоящее время [он] занят землеустроительной Комиссиею, лесохранительным комитетом бесплатно, а также хутор при слободе Хмелевке, лес, вся пахотная земля, ржаной посев, два сада отобраны жителями г. Василя-Сурска».
Революционные шатания обострили рознь между марийцами и чувашами; так в прошении иеромонаха Серафима (Кузьмина) от 14 июля 1918 года говорилось: «В настоящее тревожное время в Михаило-Архангельском черемисском монастыре, в коем в очень значительном количестве преобладают черемисы, образовалась племенная рознь между черемисами и чувашами, почему последним жизнь становится невыносимою, не желая наводить на больший грех и неприятности, я, как чувашин, считаю более благопристойным и разумным уйти из Михаило-Архангельского Черемисского монастыря, в нём прожил 16 лет. А потому прошу Вас, Ваше Высокопреподобие, хлопотать пред Епархиальным начальством о перемещении меня в вверенный Вам Успенский Зилантов монастырь».
4 мая 1919 года восемью прибывшими из города Козьмодемьянска вооружёнными солдатами был «зареквизирован весь монастырь». Солдаты «запечатали оба храма, запретили священнослужение, отобрали книги, выгнали всю братию из корпусов ограды в гостиное помещение, все дела, книги порвали и перенесли в гостиное зало, где открыли свою канцелярию». Так был уничтожен монастырский архив, а вместе с ним и вся отчётно-финансовая документация, описи монастырского имущества, монастырские ведомости. Открытая канцелярия была снабжена отобранными у монахов канцелярскими принадлежностями (бумагой, чернилами, перьями, карандашами и конвертами). «В своё заведование» новые хозяева монастыря взяли также всю мебель из покоев преосвященного (кровати, столы, стулья). Желая, по-видимому, отметить учиненный погром, «гости» выпили четыре четверти церковного вина. Не выдержав всего этого, пятнадцать человек братии, по словам настоятеля монастыря иеромонаха Нифонта, «разбежались по домам».
31 августа 1921 года Михаило-Архангельский монастырь был закрыт, а Благовещенский храм был зарегистрирован в качестве приходского и стал местом служения бывших насельников обители, поселившихся в округе. В том же году в стенах закрытого монастыря был открыт Горномарийский педагогический техникум. Хозяйство бывшего монастыря позволило материально облегчить жизнь коллектива преподавателей и учащихся (250 человек), наладить опытническую работу: привить учащимся трудовые навыки, необходимые будущему сельскому учителю в условиях деревенской жизни и быта. В 1925 году педагогический техникум был переведён в Козьмодемьянск.
12 сентября 1930 года бывший монастырский Благовещенский храм был закрыт, а в 1937 году закрыли храм в Пайгусове; священник Пайгусовского прихода Алексий Саличкин был репрессирован.
С середины 1960-е года в деревне Новая Слобода действовала турбаза «Сура», пришедшая в упадок после создания Чебоксарского водохранилища. В итоге от комплекса бывшего монастыря практически ничего не осталось.
По словам архимандрита Варлаама (Семёнова).

Больно думать о том, что разрушили такой монастырь, такую красоту, силу и мощь! Моя любимая книжка — с описанием Михаило-Архангельского монастыря. Когда я её читаю, плакать хочется, такая берёт жалость... Собор был пятипрестольный, монастырь посещали тысячи паломников, ежедневно причащались сотни людей. Здесь был центр просвещения, готовивший преподавателей для уездных школ. По разным сведениям, число послушников доходило от 200 до 500 человек, были свои резчики, жестянщики, сами делали кирпичи, сеяли, пахали, косили сено. Все было своё, до ста голов дойных коров, до сорока рабочих лошадей, сады, огороды, ягодники, пчельник, рыболовный берег протяжённостью девятнадцать километров, пруды... И такое добро истребили!

Когда разрушали монастырь, кирпичи возили в Нижний Новгород на автозавод, остатки растащили местные жители. Даже фундамент разобрали. И сейчас невозможно определить место, где стоял собор.

### Возрождение
В начале 2000-х годов в руки архимандриту Варлааму (Семёнову), горномарийцу по происхождению, попала одна из святынь разрушенного монастыря — икона-мощевик небольшого размера с изображением девяти святых, привезённая из Иерусалима игуменом Паисием (Эриным), находившаяся до революции в алтаре храма преподобного Сергия Радонежского.

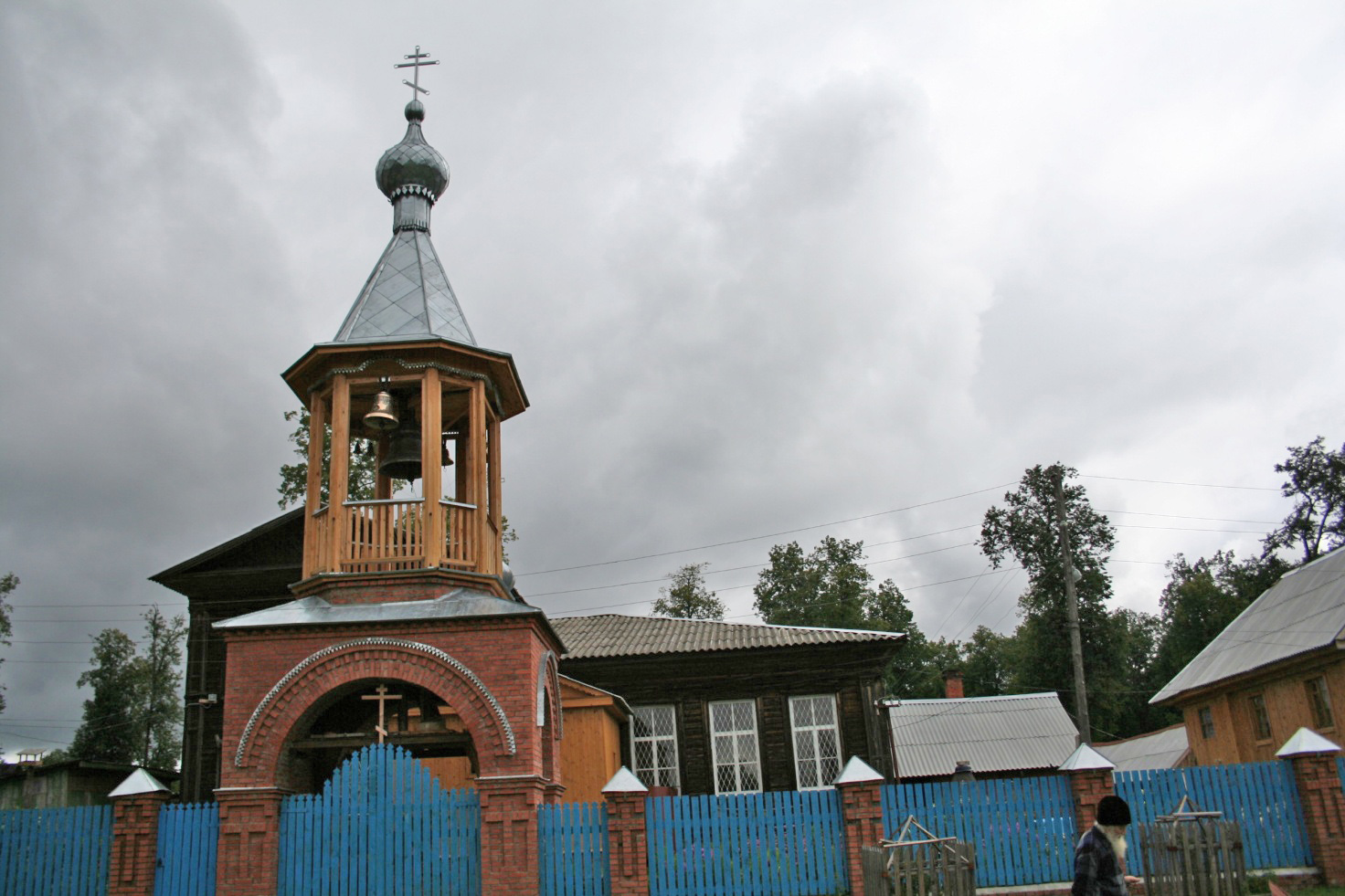

В середине апреля 2005 года архимандрит Варлаам побывал на месте Михаило-Архангельской обители, найдя состояние единственного сохранившегося двухэтажного здания с пристроем плачевным: крыша сгнила, стёкла побиты, внесены грубые изменения в конструкцию строения. Необходимо было полностью восстановить жилые помещения на втором этаже и хозяйственные постройки во дворе.
По ходатайству настоятеля храма Рождества Христова в селе Пайгусово священника Геннадия Ромашова, Церкви было передано одна из бывших монастырских построек в селе Новая Слобода, в которой находился деревенский клуб, а к моменту передачи под нужды монастыря паслись козы. После этого было решено положить начало восстановлению монастыря. Именно в Новой Слободе, а не точно на месте прежнего монастыря стала возрождаться монашеская жизнь. К 2008 году была возрождена деревянная церковь, сооружён дом для паломников. 24 августа 2008 года архиепископом Йошкар-Олинским и Марийским Иоанном (Тимофеевым) был освящён престол домового храма Михайло-Архангельского монастыря.
Однако насельников в монастыре немного: в 2009 году архимандрит Варлаам отмечал: «Теперь желающих послужить Господу очень мало. Пятый год как восстанавливается монастырь, а людей не прибавляется. Приходят, уходят… При монастыре штата не хватает. 6 человек нас там. <…> Паломников нет, местные люди не ходят. Пожертвования только вот когда здесь, в Козьмодемьянске, кого-то просят помянуть. А так очень нужны и молитвенники, и трудники, и помощь монастырю очень нужна. За четыре года много удалось сделать, можно сказать, на пустом месте, с нуля. Каждая копеечка в дело пошла. А за тех, кто нам помогает, мы молимся и будем молиться, пока стоит монастырь». 23 августа 2009 года архимандрит Варлаам был пострижен великую схиму с именем Лаврентий.
Препятствием к возрождению монастыря было отсутствие дороги. Лишь летом 2015 года на территории, где располагался монастырь, было определено место прежде разрушенного храма, где решено было строить новый каменный храм в честь Успения Пресвятой Богородицы на сто человек. Завезены стройматериалы. Здесь же было решено построить и кельи. 30 июня, перед подготовкой стройплощадки к началу работ, схиархимандрит Лаврентий и протоиерей Андрей Малюта совершили молебен на начало доброго дела. После чего началось строительство нового храма.
6 июля 2016 года архиепископ Иоанн в сослужении схиархимандрита Лаврентия (Семёнова), протоиерея Андрея Малюты, иерея Сергия Князева, иереа Алексия Васюткина совершил чин закладки грамоты в основание строящегося храма в честь Успения Пресвятой Богородицы.
В июле 2017 года был воздвигнут купол с крестом над новым храмом. После этого в храме продолжились отделочные работы. 14 августа 2019 года митрополит Йошкар-Олинский и Марийский Иоанн освятил построенных храм в честь Успения Пресвятой Богородицы.
18 апреля 2020 года на 92-м году схиархимандрит Лаврентий (Семенов) скончался. 21 апреля митрополит Йошкар-Олинский и Марийский Иоанн совершил отпевание схиархимандрита Лаврентия. Тело было предано погребению за алтарем храма.

## Постройки
На 1917 год в монастыре были следующие постройки:
- пятиглавый Благовещенский собор в неовизантийском стиле с четырьмя приделами: в честь иконы Божией Матери Скоропослушницы, во имя святого Николая Чудотворца, во имя священномучеников Григория и Пантелеймона, во имя Феодосии и Антония Печерских Чудотворцев[22] (1882—1891; снесён)[39]
- церковь Архангела Михаила (1895—1904; снесена)[39]
- деревянная Сергиевская церковь «при настоятельских покоях» (1881—1883; снесена)
- корпуса
  - каменный двухэтажный с трапезной, кухней и братскими кельями[22] (сохранился; в аварийном состоянии)
  - три деревянных двухэтажных на каменном фундаменте: два для монашествующей братии и двухэтажная просфирная[22]; (сохранился один)
  - два деревянных одноэтажных (снесены)
- каменная ограда вокруг монастыря с башнями и Святыми вратами (снесена)[17]
- каменный ледник с кладовой (не сохранился)[22]

вне ограды были построены:
- «конный и скотный дворы с деревянными постройками» (сохранился)
- двухэтажное каменное здание церковно-приходской школы (сохранилось)
- деревянное двухэтажное здание «для образцовой школы» (сохранилось)
- деревянная двухэтажная гостиница для паломников вне ограды (сохранилась)[22]

современные постройки
- Михайло-Архангельский храм в деревне Новая Слобода. Переоборудован из жилого дома.
- храм в честь Успения Пресвятой Богородицы с нижним приделом во имя великомученика и целителя Пантелеимона (строится с 2014 года на месте, где располагался монастырь; готовится к освящению)[36]